# ماركوس أندرسون
ماركوس أندرسون (بالسويدية: Markus Andersson)‏ هو رسام سويدي، ولد في 25 فبراير 1968.

## معرض صور

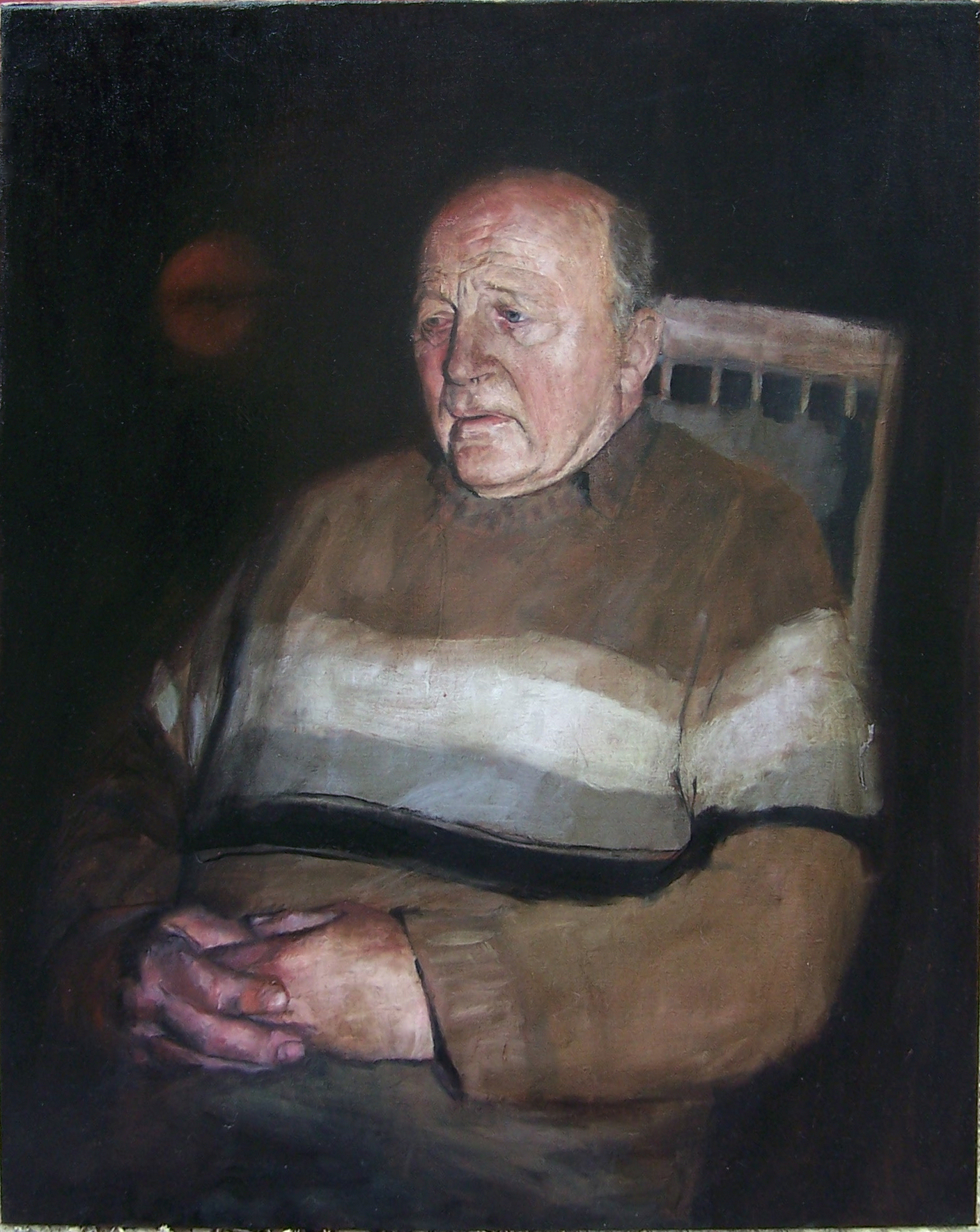
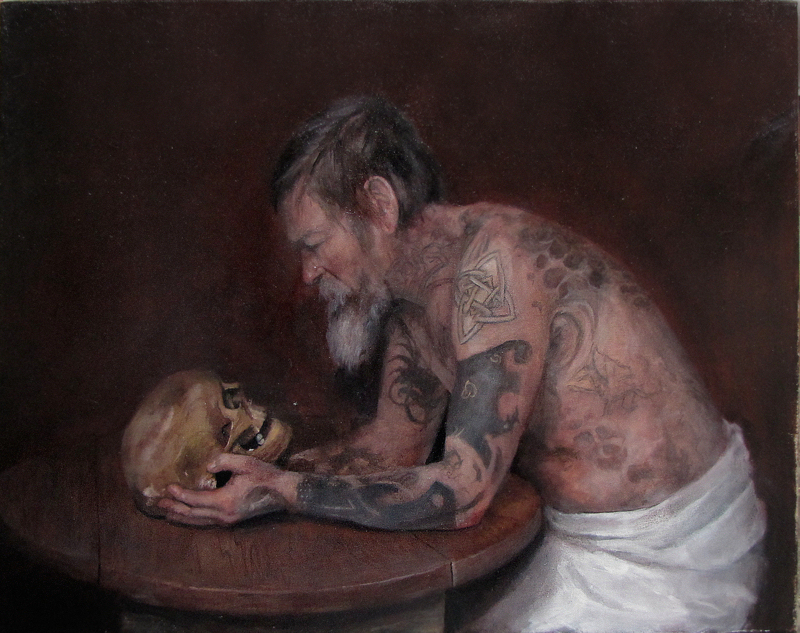
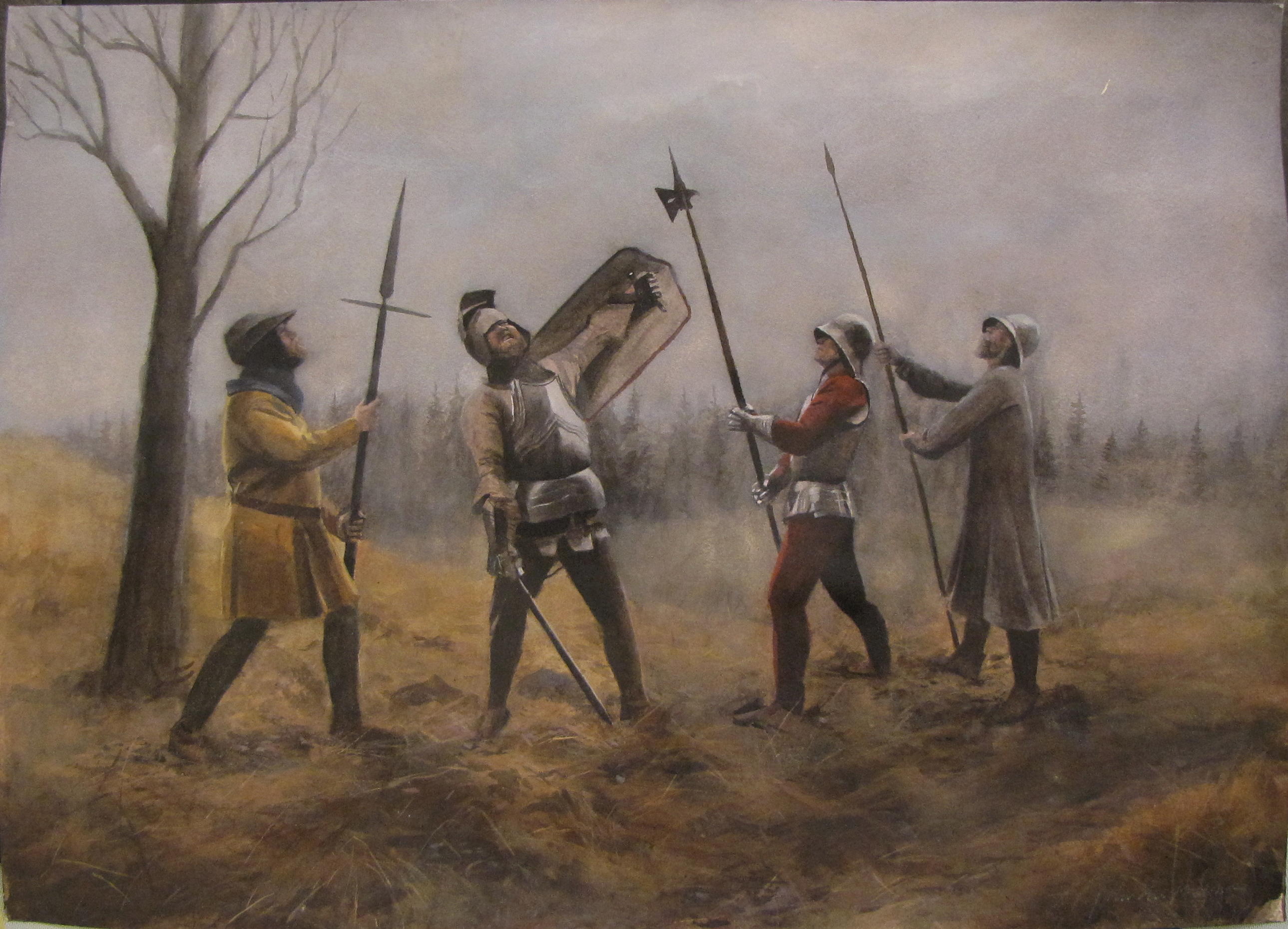
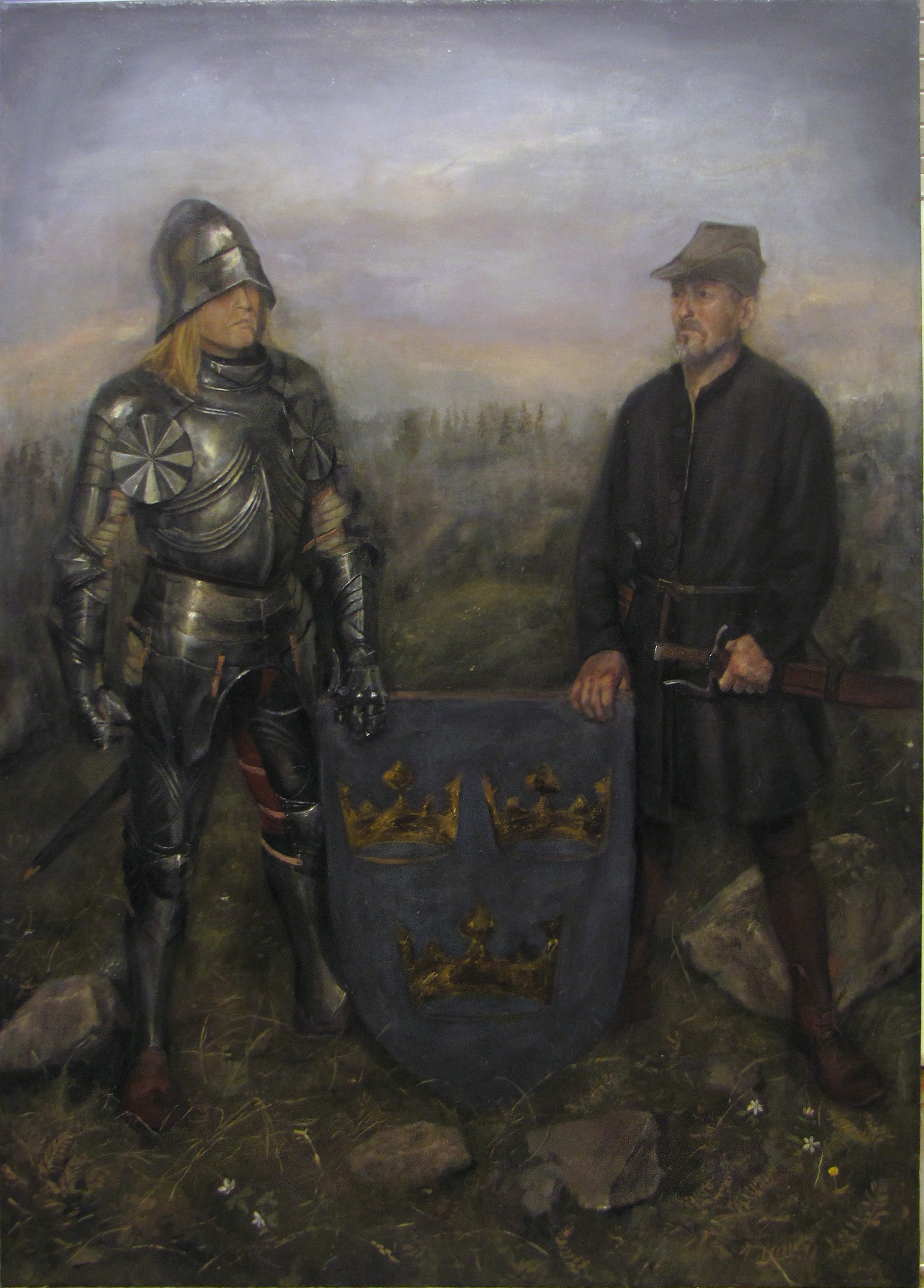